# Liste der Naturdenkmale in Ramberg (Pfalz)
Die Liste der Naturdenkmale in Ramberg nennt die im Gemeindegebiet von Ramberg ausgewiesenen Naturdenkmale (Stand 23. Mai 2024).

## Naturdenkmale
| Nr.         | Bezeichnung  | Lage                                              | Beschreibung                | Bild                                    |
| ----------- | ------------ | ------------------------------------------------- | --------------------------- | --------------------------------------- |
| ND-7337-228 | Edelkastanie | nordwestlich des Ortes; Flur Am große Garten Lage | Castanea sativa             | mehr Fotos \| Fotos hochladen           |
| ND-7337-265 | Drei Buchen  | nordöstlich des Ortes an der L 506 Lage           | Fagus sylvatica, drei Bäume | Direkt Bild zu diesem Denkmal hochladen |